# Germania (poštovní známky)
Série známek Germania jsou poštovní známky vydané Německou říší zobrazující alegorii Germanie, které se používaly v letech 1900 až 1922. Tato série známek patří v Německu k nejznámějším a dlouhodobějším a je oblíbeným sběratelským tématem filatelistů.

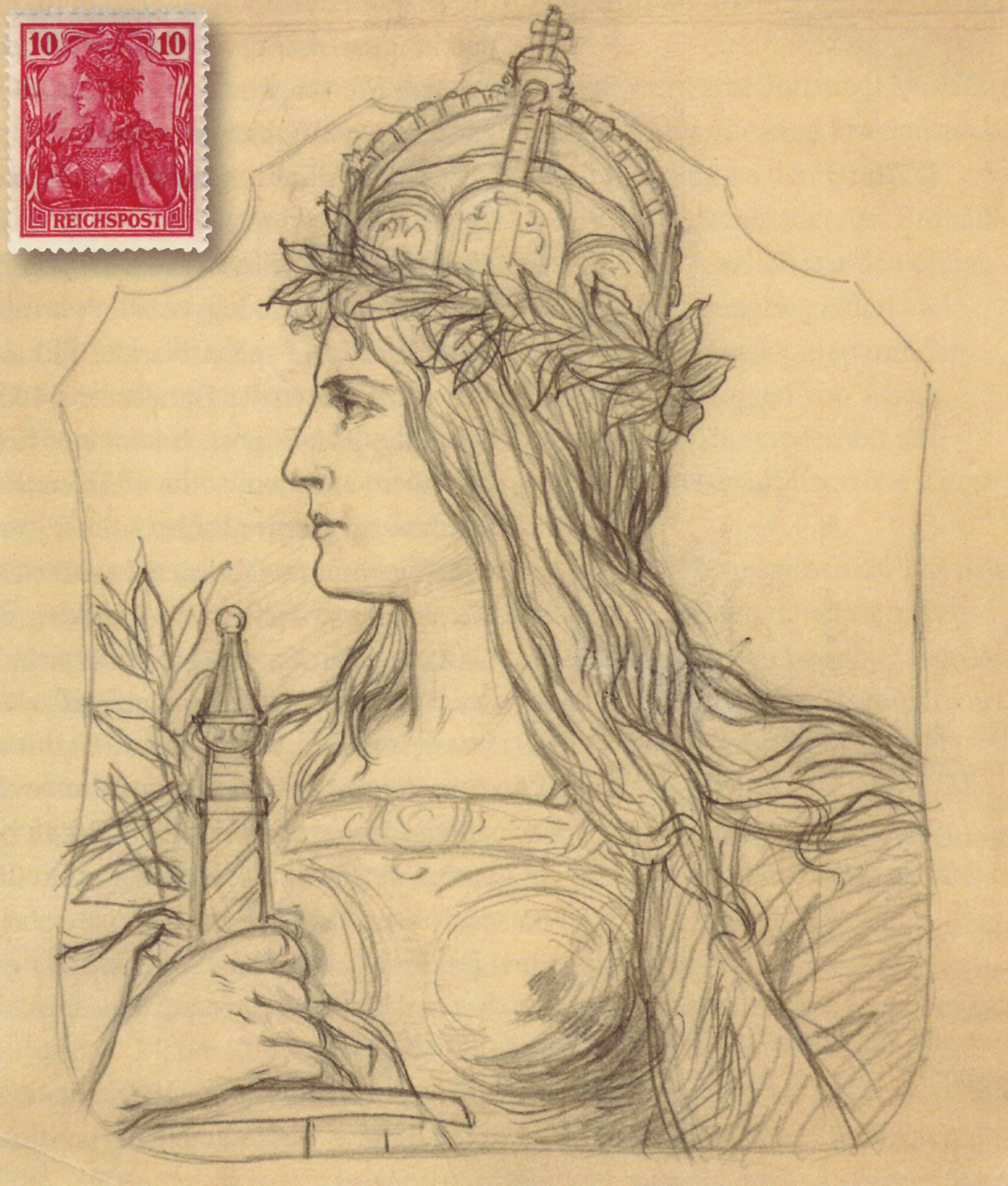
Originální skica Paula Eduarda Waldraffa pro známky Germania. Zobrazená známka je 10 feniková z roku 1900.

K sérii Germania jsou někdy přiřazovány i známky reprezentativní objekty Německé říše, ačkoli tvar, motiv ani autor známky nejsou totožné. Jediné, co obě řady spojuje, jsou roky vydání a doba používání.

## Okolnosti vydání
Série známek Germania obsahuje celkem 60 hodnot (bez podtypů) v různých provedeních a byla čtvrtou sérií Deutsche Reichspost. Neutrální symbol Germanie byl zvolen, aby nekomplikoval začlenění bavorského a württemberského poštovního systému zobrazením císaře a také aby byl odlišný od předchozích sérií. Návrhy známek, které přijal sám císař Vilém II., pocházejí od Paula Eduarda Waldraffa (1870–1917).
| „                      | Nejvyšší znalec umění vchází do dveří a přechází pomalu kolem stojanů, následován svým pobočníkem. Když znovu dorazil ke dveřím, otočí se císař a přejde přes chodbu přímo k Germanii, krátce na ni ukáže prstem a pronese jediné slovo „Tuto“. | “ |
| — Paul Edward Waldraff | |   |

Předlohou k portrétu Germanie byla herečka Anna Führing.

## Verze
Existuje mnoho verzí známek Germania. První verze měla nápis Reichspost, později Deutsches Reich . Byly zhotoveny četné přetisky pro zahraniční poštovní úřady v Číně, Maroku a Turecku, oblasti okupované během první světové války, ale také pro bavorskou poštovní oblast, která byla po první světové válce sjednocena s Německem, volební oblasti Allenstein a Marienwerder, pro oblast Sárska, Gdaňsku a Memellandu a také pro charitativní známky.

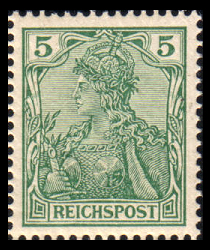
Reichspost: Germania za 5 feniků (jednobarevná)
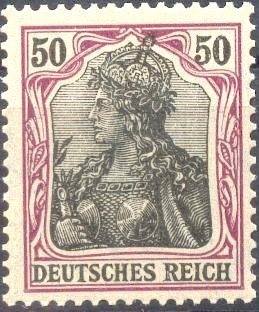
Německá říše: Germania na 50 feniků (dvoubarevná)
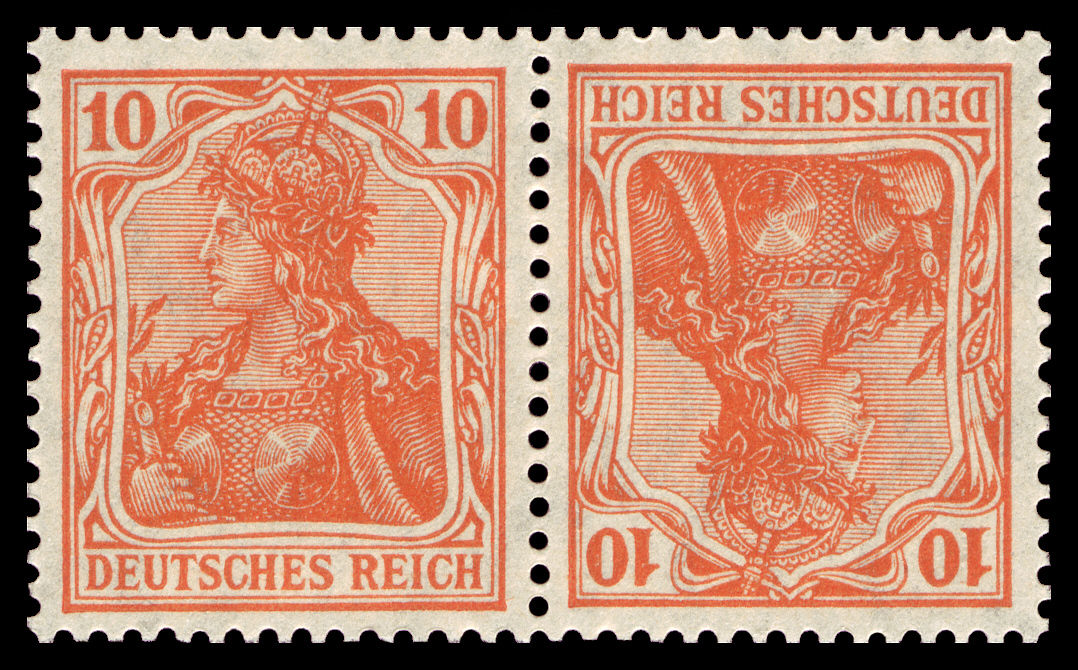
Německá říše: Germania tête-bêche z sešitku
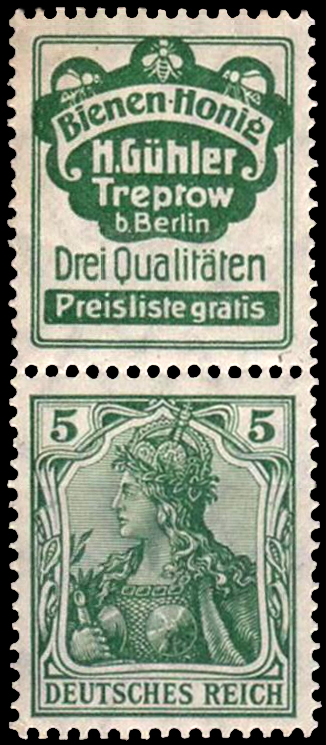
Německá říše: S reklamním kuponem
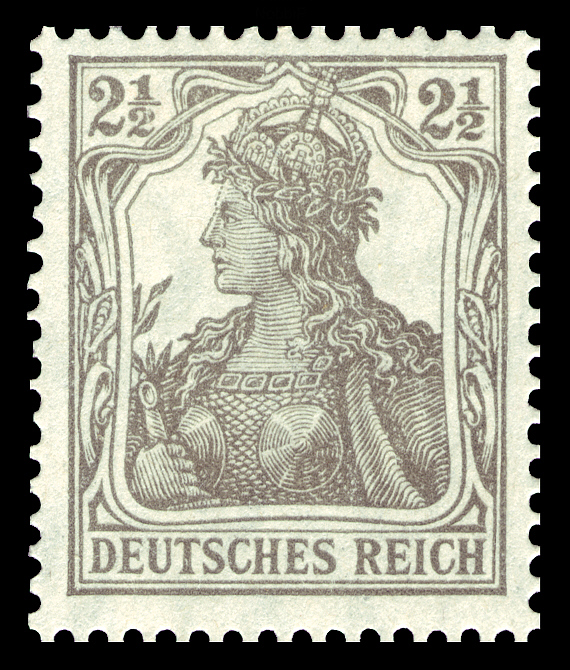
Hodnota bez šrafování na pozadí

Existují dvě varianty obrázku: ve většině hodnot je Germania zobrazena před vodorovně šrafovaným pozadím, v některých hodnotách však před nešrafovaným (bílým) pozadím.
Jako definitivní známková série se Germania používala také na celinách jako známka pro korespondenční lístky a pohldnice a obálky z potrubní pošty Speciální pohlednice k přelomu století byla oficiálně vydána 28. prosince 1899, ale první použití je zaznamenáno již 24. prosince 1899.

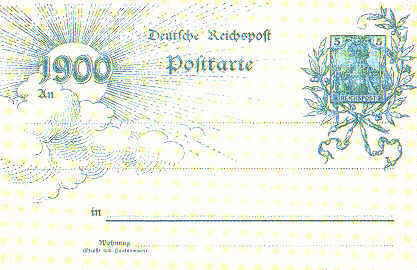
Zvláštní pohlednice na přelomu století
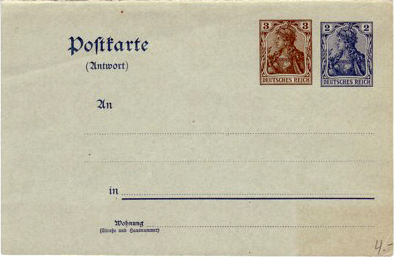
Pohlednice, hodnota z roku 1902 zvýšena známkou na hodnotu z roku 1906
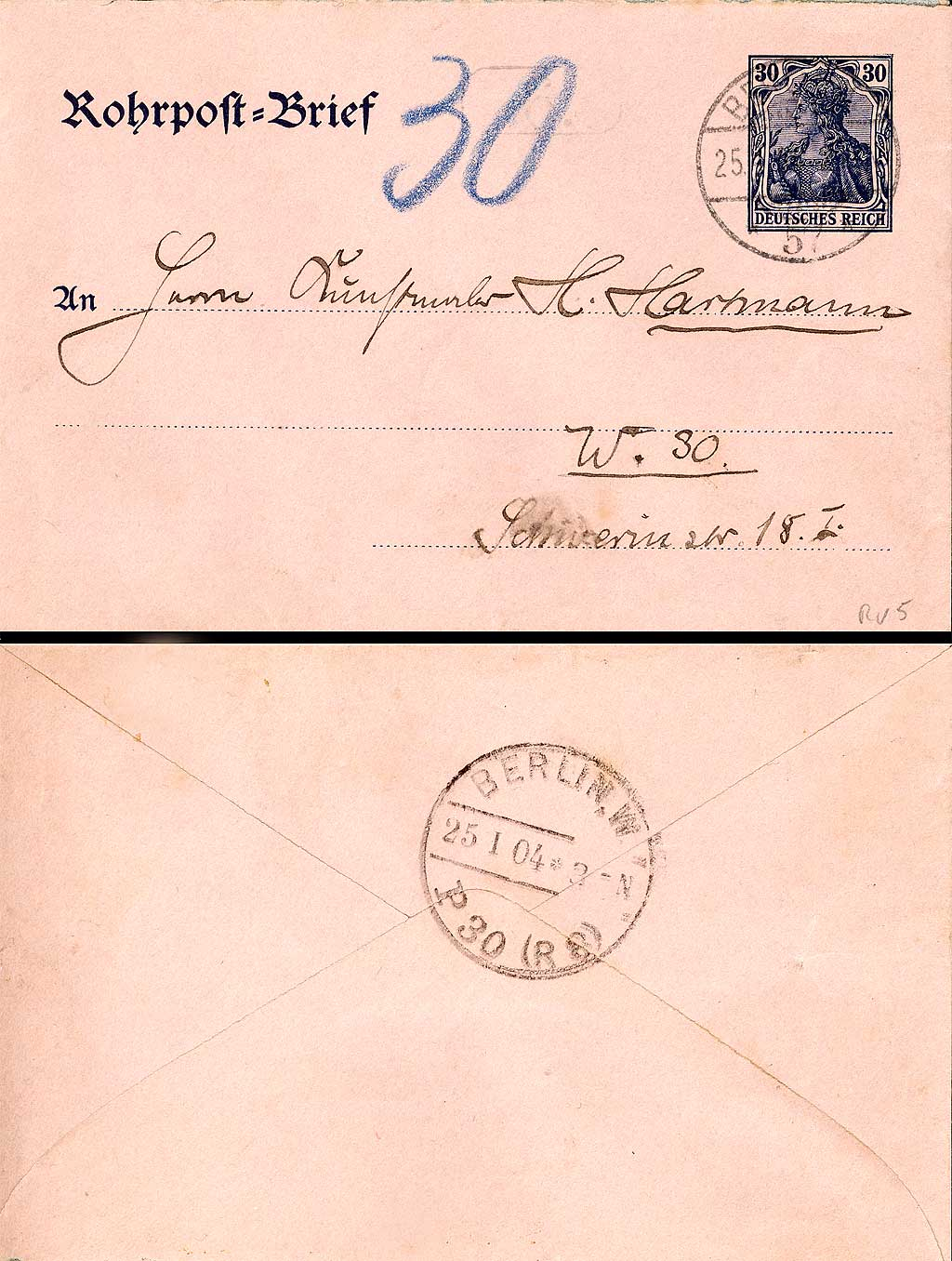
Obálka potrubní pošty
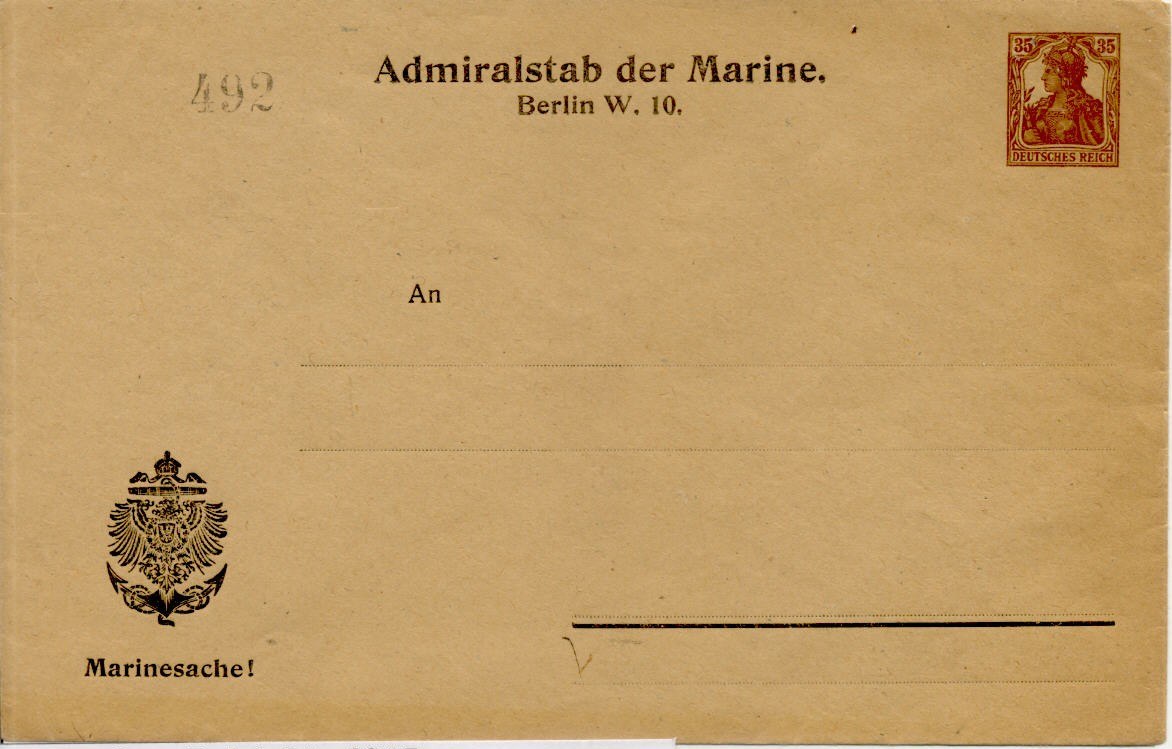
Soukromé poštovní celiny admirality námořnictva

### Vzorec
Známky byly dodávány i s přetiskem „Specimen“ (Vzor, jako oficiální orientační vzor, většinou v novém vydání, např. pro Světovou poštovní unii).

### Napodobeniny
Pro hru Dětská pošta byly použity napodobeniny známek Germania s nápisem Kinderpost (u jiných výrobců i s původními nápisy, až velikost odpovídaly originálním známkám).

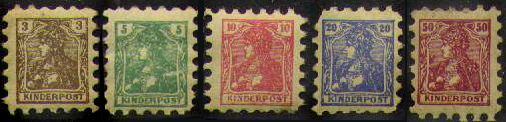
dětská pošta

### Padělky
Během první světové války byly hodnoty 10 a 15 Feniků zfalšovány Brity (Michel č. 86 PFA a 101 PFA). Padělky jsou rozpoznatelné podle křídově bílého papíru a příliš úzkých čar vodoznaku.
V roce 1902 se objevilo několik padělků ke škodě pošty, např. 10fenikové známky (Mi. č. 71) známé jako "Chemnitzův padělek" a tzv. "Deistelův padělek". Další padělky pochází z roku 1916 z Kolína nad Rýnem a Hannoveru. Padělány byly i přetiskové známky z roku 1921 (Mi.č. 154, 156, 157).

## Seznam známek

### Deutsches Reich

#### Nápis: Reichspost
S nápisem Reichspost vyšlo 1. ledna 1900 celkem deset známek. V dubnu 1901 byla hodnota 5 feniků lokálně upravena jako tzv. Vineta-Provisorium s fialovým přetiskem za 3 feniky. Všechny známky platily do konce roku 1902.
| obrázek | hodnota ve fenicích | barva                                                                                     | datum vydání      | číslo dle katalogu Michel |
| ------- | ------------------- | ----------------------------------------------------------------------------------------- | ----------------- | ------------------------- |
|         | 2                   | světle až tmavě modrošedá                                                                 | 4. červenec 1900  | 53                        |
|         | 3                   | olivově hnědá                                                                             | února 1900        | 54                        |
|         | 5                   | světle až tmavě zelené                                                                    | března 1900       | 55                        |
|         | 10                  | karmínově růžová, červená                                                                 | 30. prosince 1899 | 56                        |
|         | 20                  | ...                                                                                       | 8. ledna 1900     | 57                        |
|         | 25                  | ...                                                                                       | 10. března 1900   | 58                        |
|         | 30                  | ...                                                                                       | 27. prosince 1899 | 59                        |
|         | 40                  | ...                                                                                       | 27. prosince 1899 | 60                        |
|         | 50                  | ...                                                                                       | 20. prosince 1899 | 61                        |
|         | 80                  | ...                                                                                       | 1. ledna 1900     | 62                        |
|         | 3                   | zelená (půlená známka, přetisk 3 přes 5 feniků, Vineta-Provisorium, s fialovým přetiskem) | 13. dubna 1901    | (dříve 67)                |

#### Nápis: Deutsches Reich
Známky vydané 1. dubna 1902 nesly nápis Deutsches Reich . Aby bylo možné financovat světovou válku, byly od roku 1916 prostřednictvím říšské daně zvýšeny různé poštovní sazby; to vedlo k vydání dalších nominálních hodnot (2½ feniku; 7½ feniku; 15 feniků) a opětovnému vydání známky v hodnotě 2 feniků, každé s nešrafovaným pozadím. V důsledku nástupu inflace byly známky prodávány do 31. října 1922. Poslední nové vydání vyšlo 2. dubna 1922.
Čtyři známky (Michel čísla 154 až 157) byly vydány 20. srpna 1921. Z prodeje byly staženy 1. ledna 1922 a používány už pouze pro vnitřní potřebu pošty. Po tomto datu již zákazníci nesměli tyto známky používat.
| obrázek | hodnota ve fenicích | barva                                                 | datum vydání              | číslo dle katalogu Michel |
| ------- | ------------------- | ----------------------------------------------------- | ------------------------- | ------------------------- |
|         | 2                   | ...                                                   | 1. dubna 1902             | 68                        |
|         | ...                 | ...                                                   | 1. dubna 1902             | ...                       |
|         | 80                  | ...                                                   | 1. dubna 1902             | 77                        |
|         | 2                   | ...                                                   | 1905/1911                 | 83                        |
|         | 3                   | ...                                                   | 21. října 1905 </br> 1911 | 84                        |
|         | ...                 | ...                                                   | 1905/1911                 | ...                       |
|         | 80                  | ...                                                   | 1905/1911                 | 93                        |
|         | 2.5                 | ...                                                   | 1. srpen 1916/květen 1917 | 98                        |
|         | ...                 | ...                                                   | 1. srpen 1916/květen 1917 | 99                        |
|         | ...                 | ...                                                   | 1. srpen 1916/květen 1917 | 100                       |
|         | ...                 | ...                                                   | 1. srpen 1916/květen 1917 | 101                       |
|         | ...                 | ...                                                   | 1. srpen 1916/květen 1917 | 102                       |
|         | ...                 | ...                                                   | 1. srpen 1916/květen 1917 | 103                       |
|         | ...                 | ...                                                   | 1. srpen 1916/květen 1917 | 104                       |
|         | 10+5                | Příplatek pro válečné invalidy Michel 86 s přetiskem  | 1. května 1919            | 105                       |
|         | 15+5                | Příplatek pro válečné invalidy Michel 101 s přetiskem | 1. května 1919            | 106                       |
|         | ...                 | ...                                                   | ledna 1920                | 140                       |
|         | 10                  | nažloutlé až červenooranžové                          | 2. září 1920              | 141                       |
|         | ...                 | ... s potiskem                                        | ledna 1920                | 153                       |
|         | 1,60 marek          | ... s potiskem                                        | srpna 1921                | 154                       |
|         | 3 známky            | ... s potiskem                                        | srpna 1921                | 155                       |
|         | 5 značek            | ...se zeleným potiskem                                | srpna 1921                | 156                       |
|         | 10 značek           | ... s potiskem                                        | srpna 1921                | 157                       |
|         | 75                  | živý šeřík karmínový                                  | 2. dubna 1922             | 197                       |
|         | 1 1/4               | středně hnědá, červená, tmavě fialová                 | 2. dubna 1922             | 198                       |

### Známkový sešitek
Kromě jednotlivých známek se v letech 1910 až 1921 dostaly do oběhu poštovní sešitky vydané celkem v 15 sériích, které kromě známek obsahovaly i krycí list a několik prokládacích listů, většinou s reklamou.

### Bavorsko
V Bavorsku, které mělo ještě do poloviny 20. let svůj vlastní poštovní systém, byly od května 1919 vydávány známky Germania s přetiskem „Freistaat Bayern“ v hodnotách 2½, 3, 5, 7½, 10, 15, 20, 25, 35, 40, 75 a 80 feniků (Mi. č. 136 až 147).

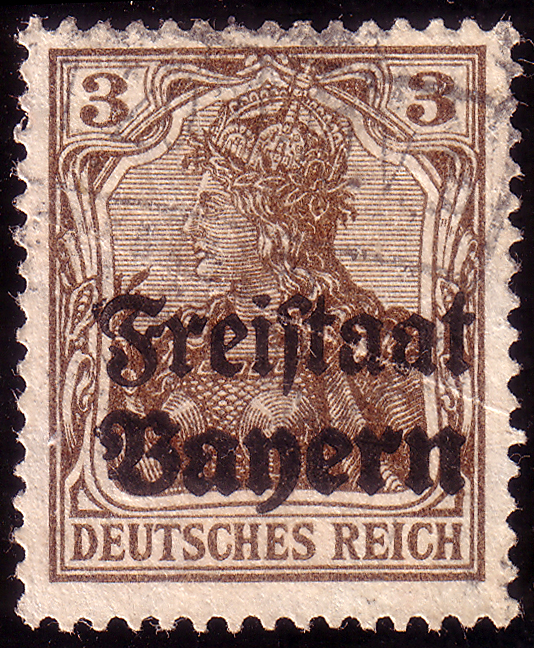

### Služební známky
Oficiální známky vydané v Prusku v roce 1903 a v Badenu v roce 1905 byly použity ke stanovení skutečných hodnot poštovného pro oficiální zásilky v rámci obou zemí, aby bylo možné znovu stanovit paušální částku, která se má platit Reichspost .
Pro návrh známky byl použit známkový rám ze série definitivních známek Germania.
Pruská emise měla v rámečku známky nápis Frei durch Ablösung č. 21 . Osm známek platilo pouze v roce 1903.

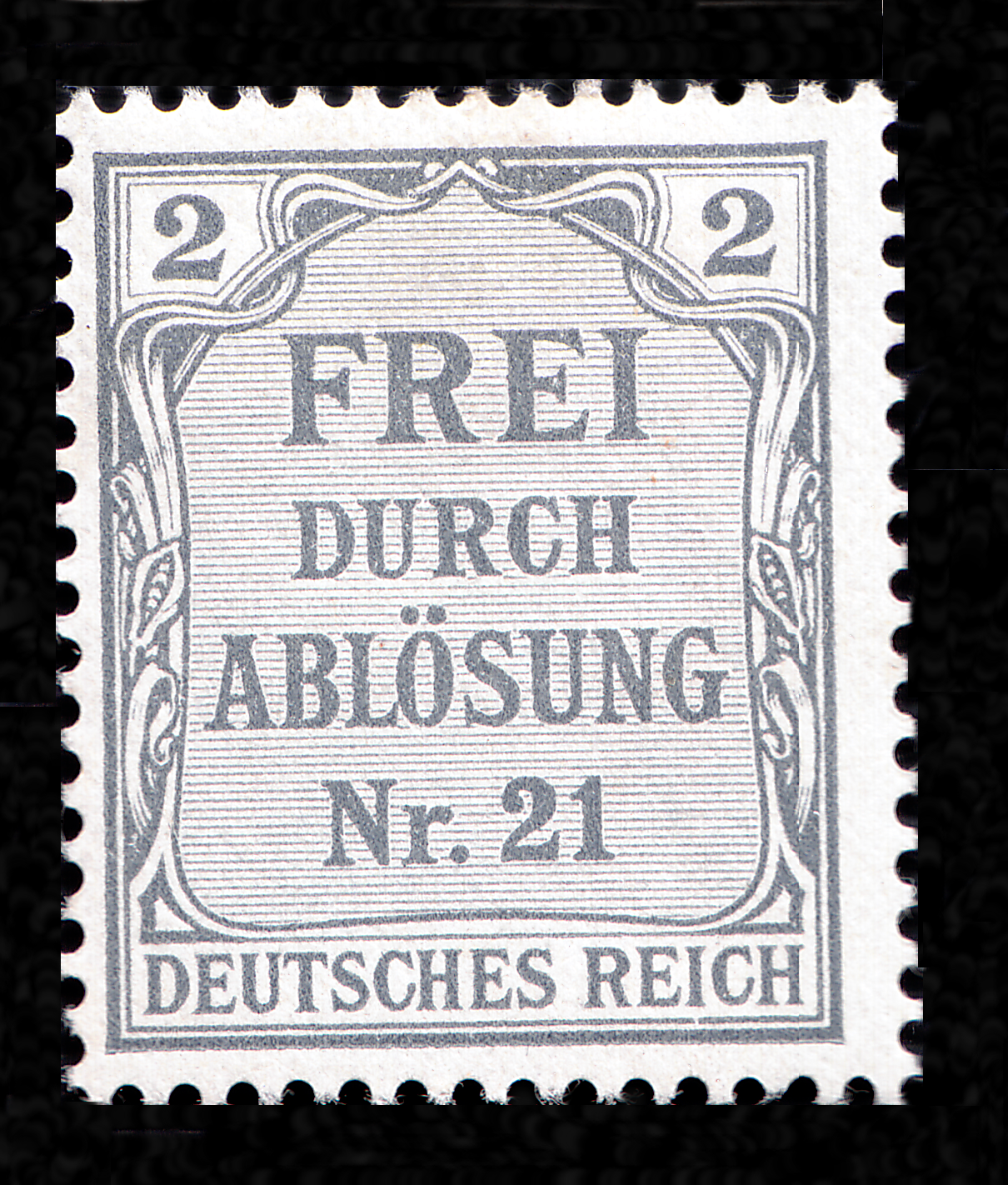
2 Pfg; Michel č.: 1
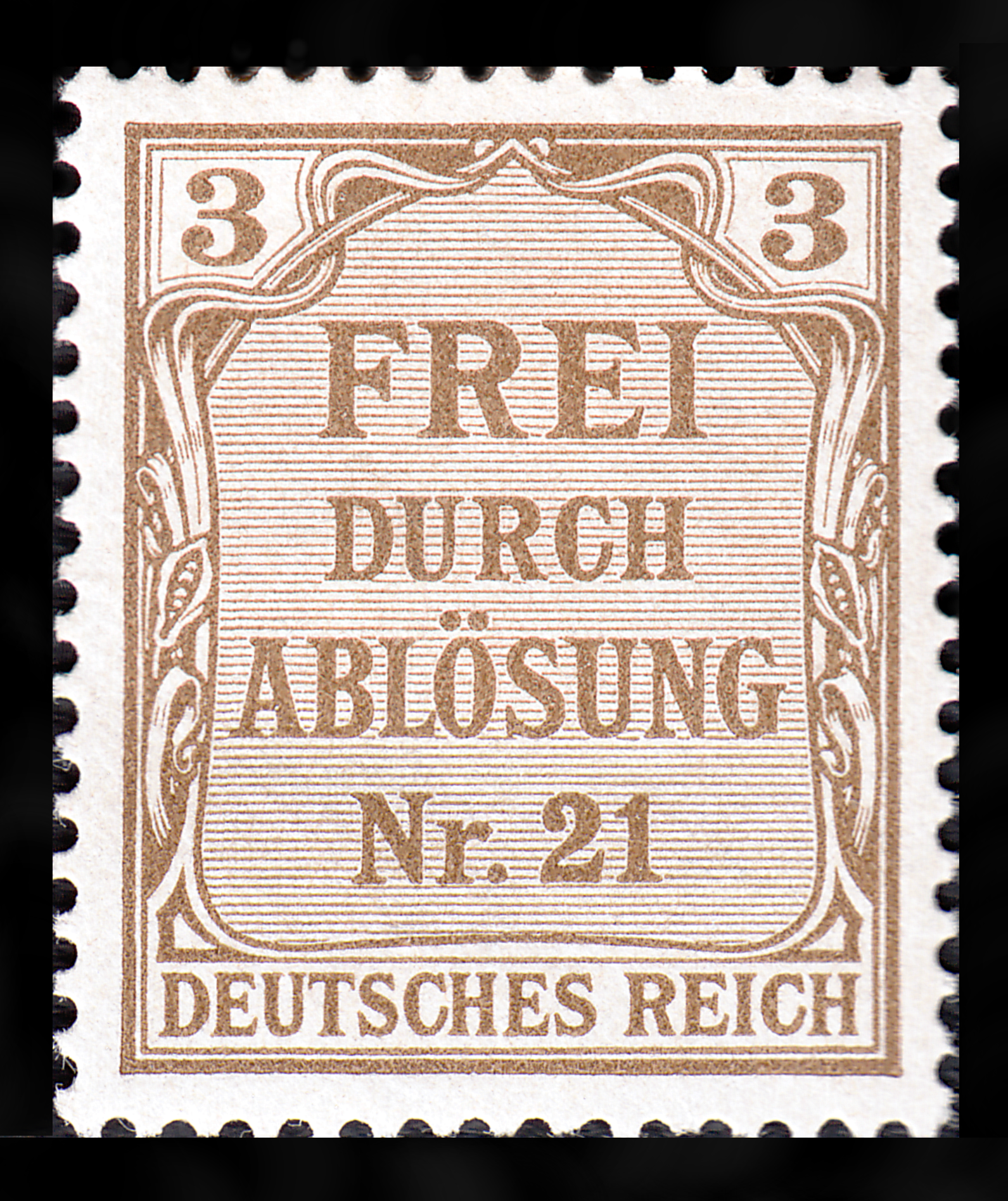
3 Pfg; Michel č.: 2
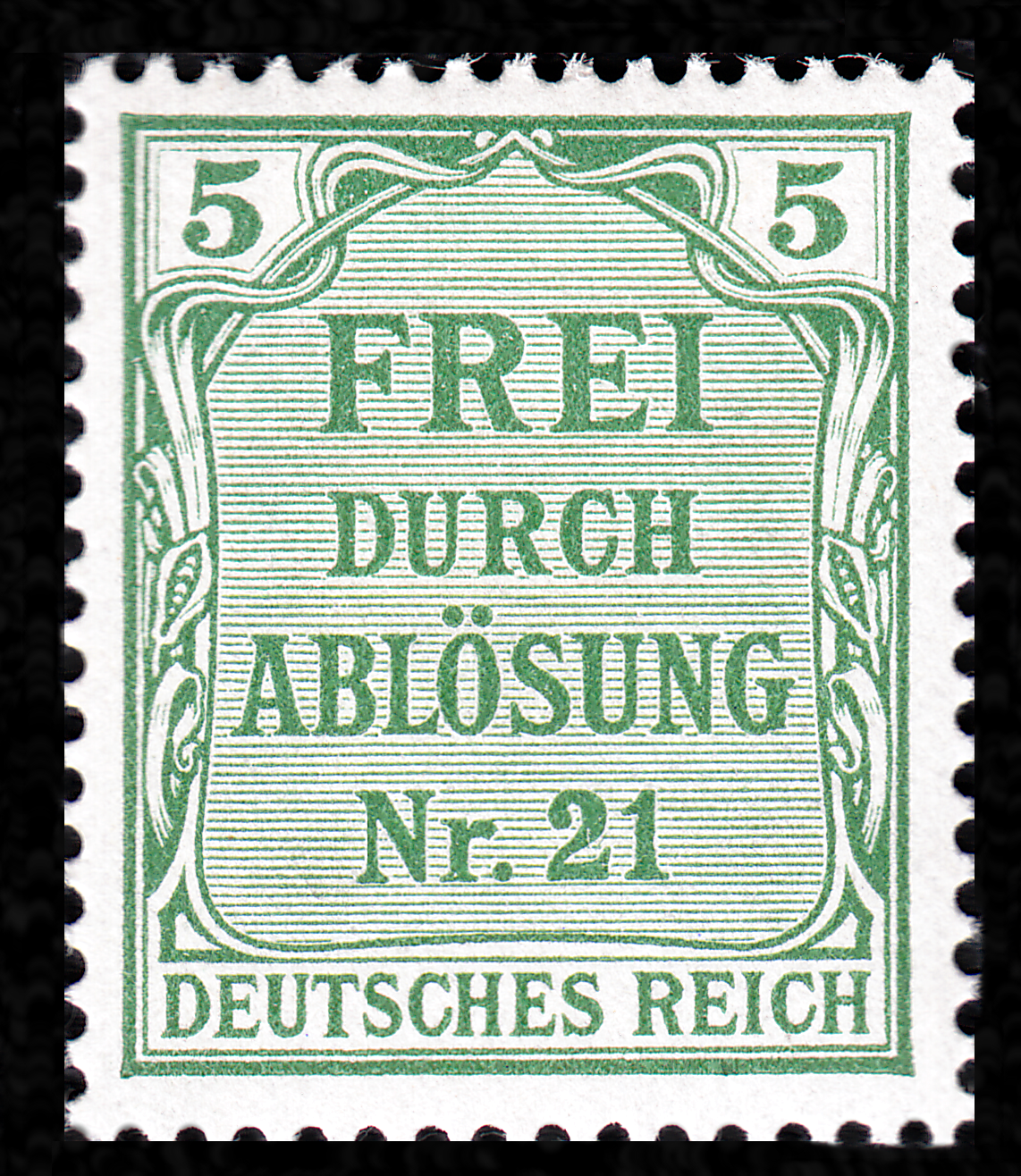
5 Pfg; Michel č.: 3
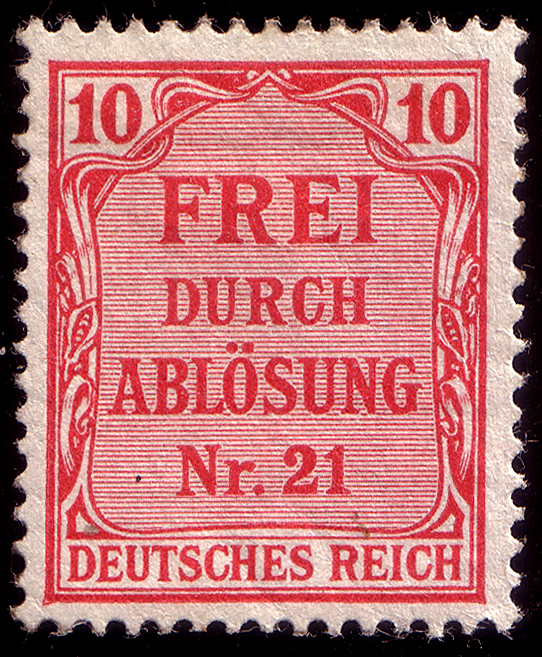
10 Pfg; Michel č.: 4
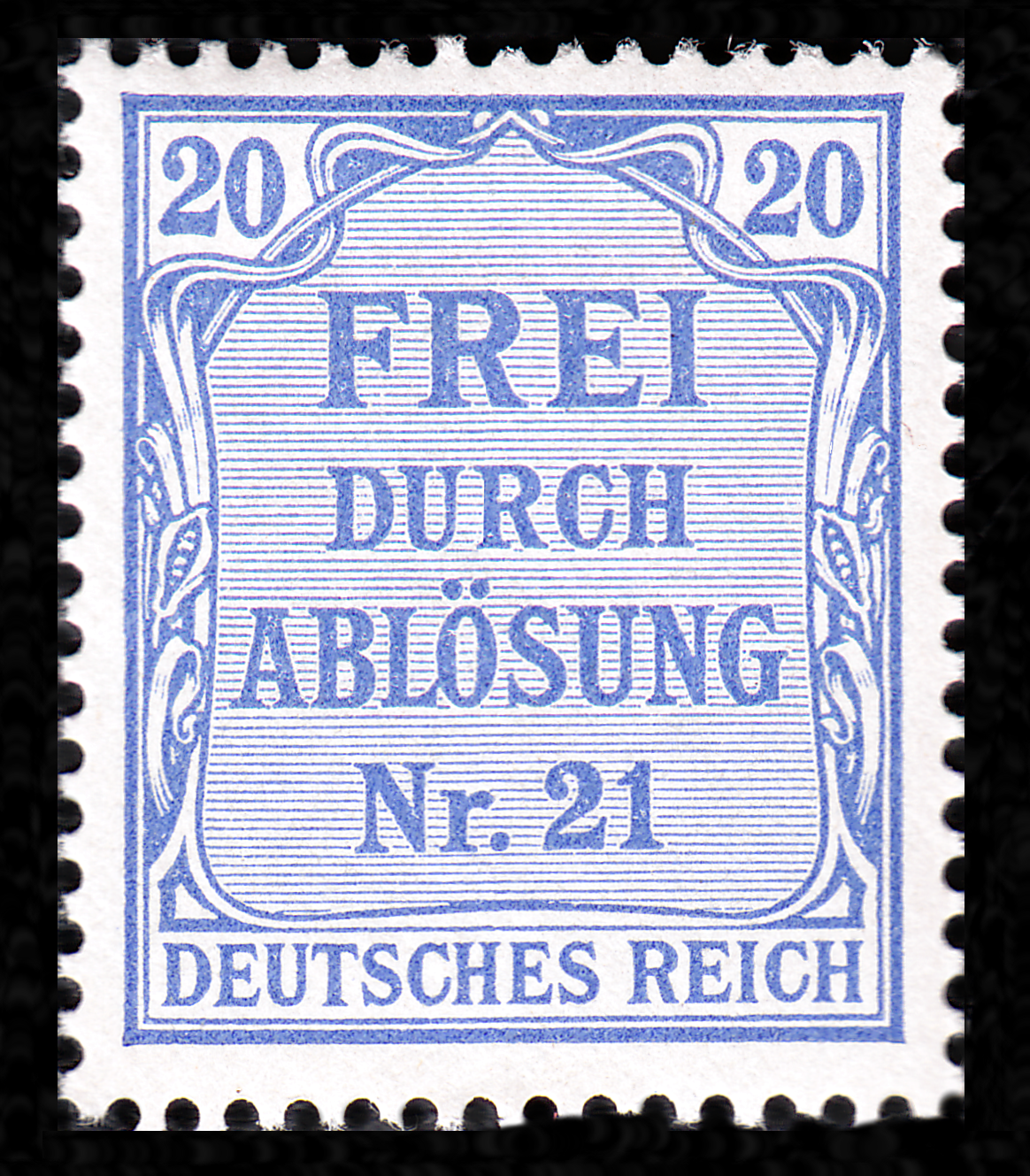
20 Pfg; Michel č.: 5
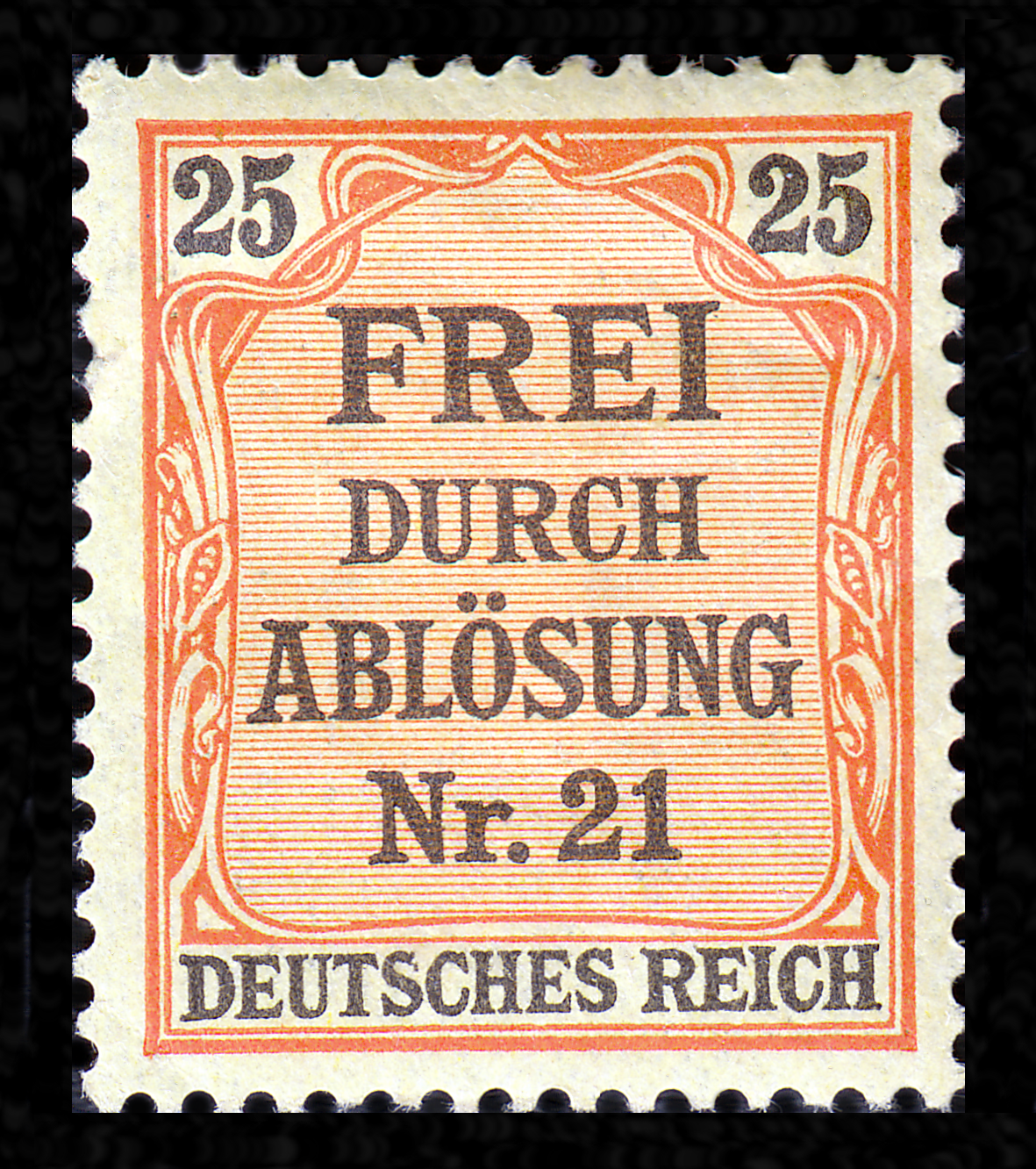
25 Pfg; Michel č.: 6
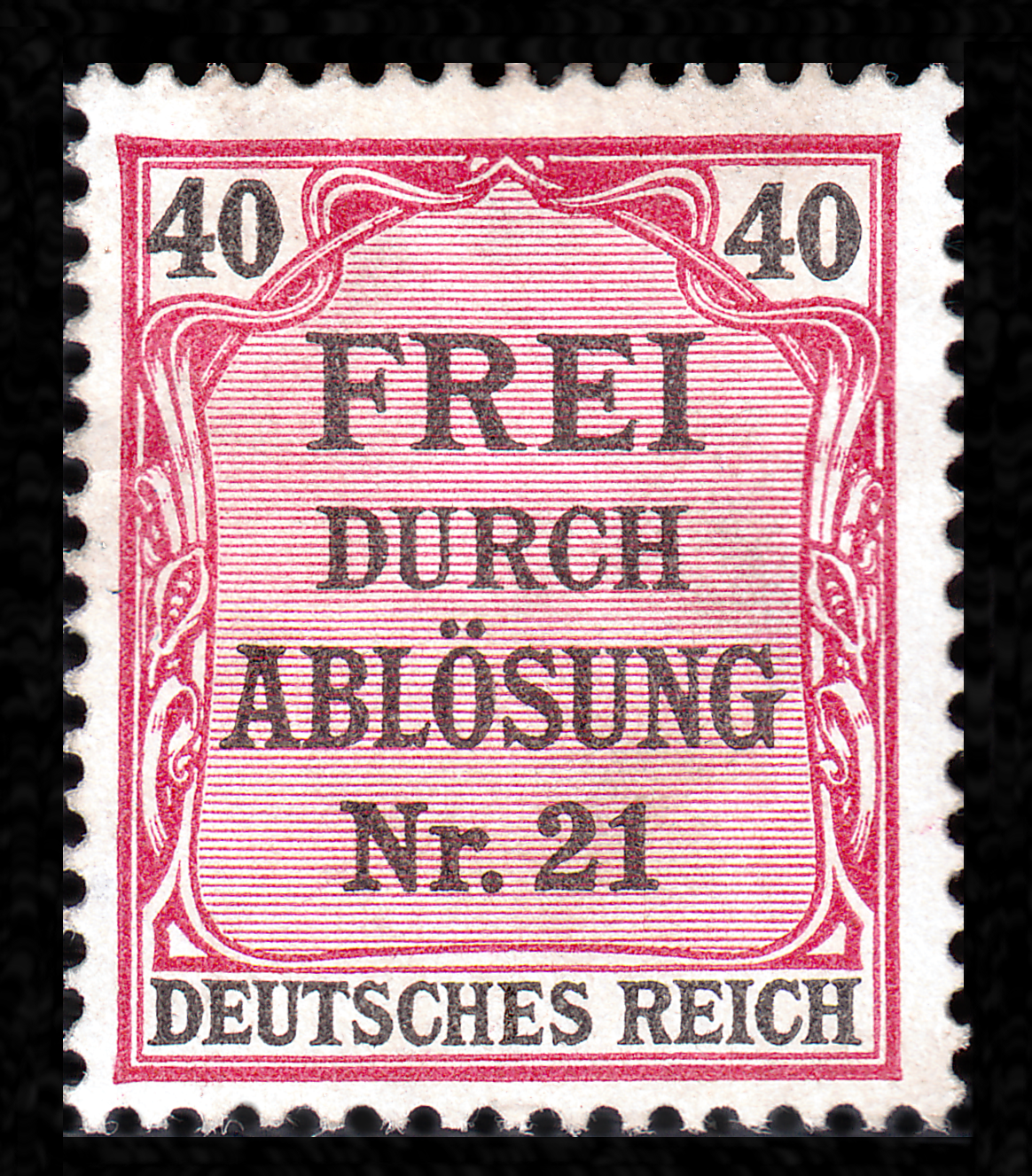
40 Pfg; Michel č.: 7
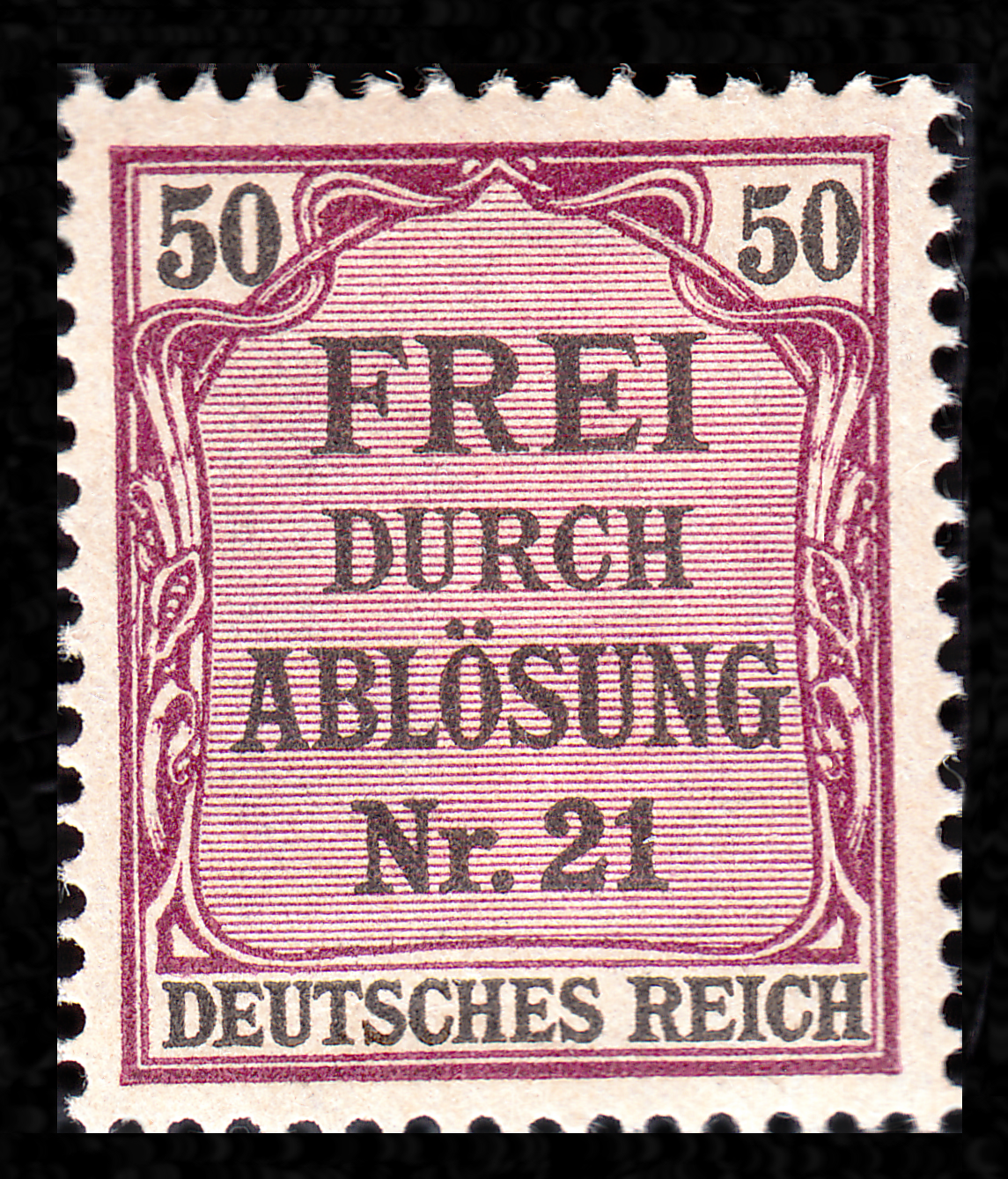
50 Pfg; Michel č.: 8

V bádenském vydání bylo v rámečku známky napsáno šikmo Frei durch Ablösung Nr. 16 . Těchto šest známel platilo pouze v roce 1905.

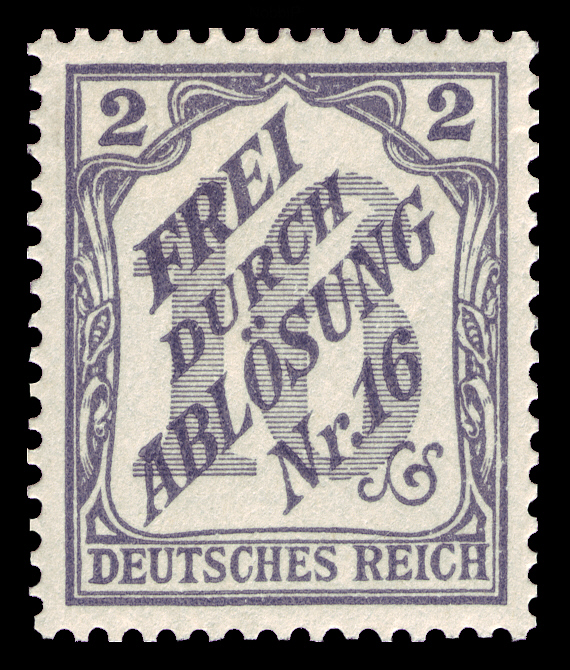
2 Pfg; Michel č.: 9
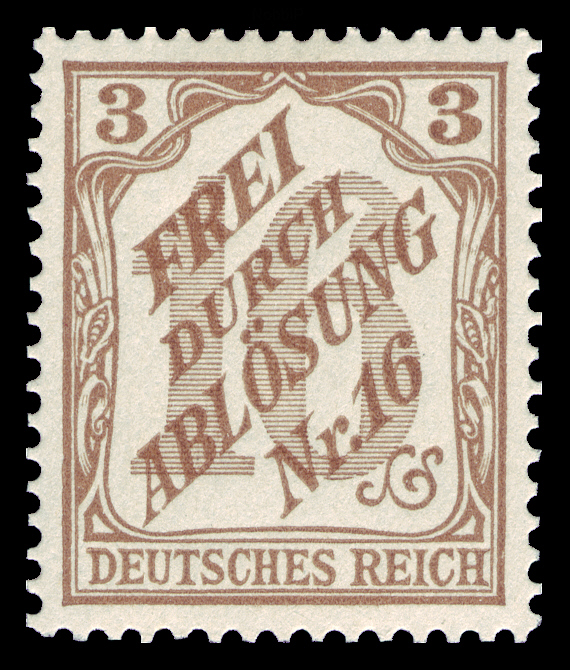
3 Pfg; Michel č.: 10
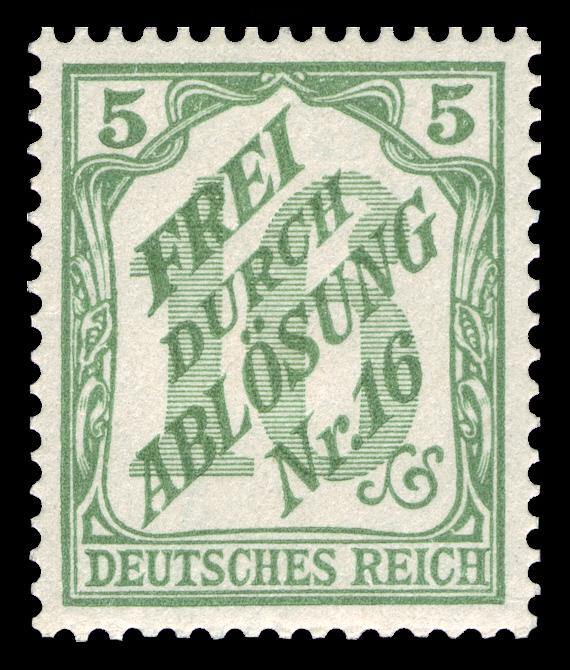
5 Pfg; Michel č.: 11
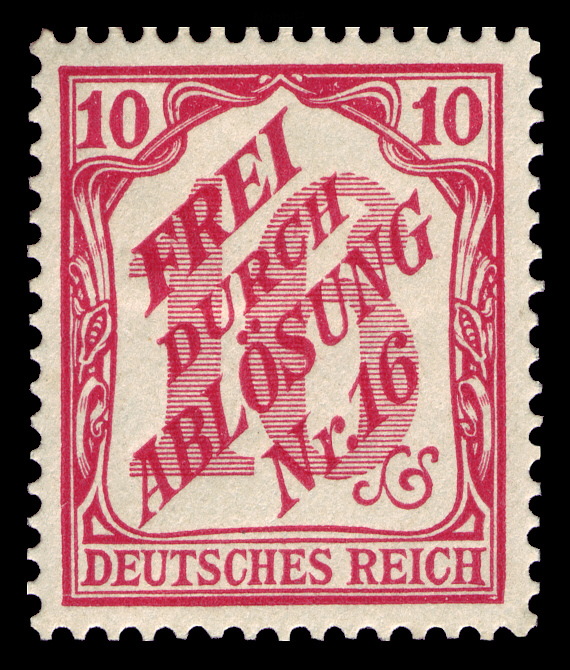
10 Pfg; Michel č.: 12
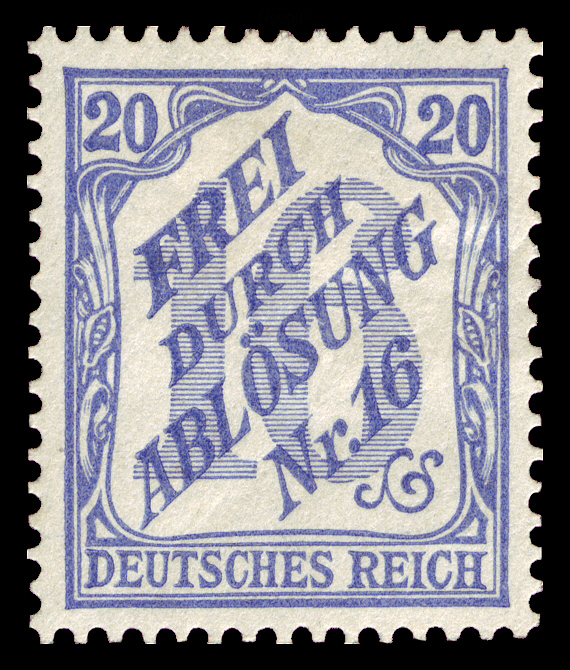
20 Pfg; Michel č.: 13
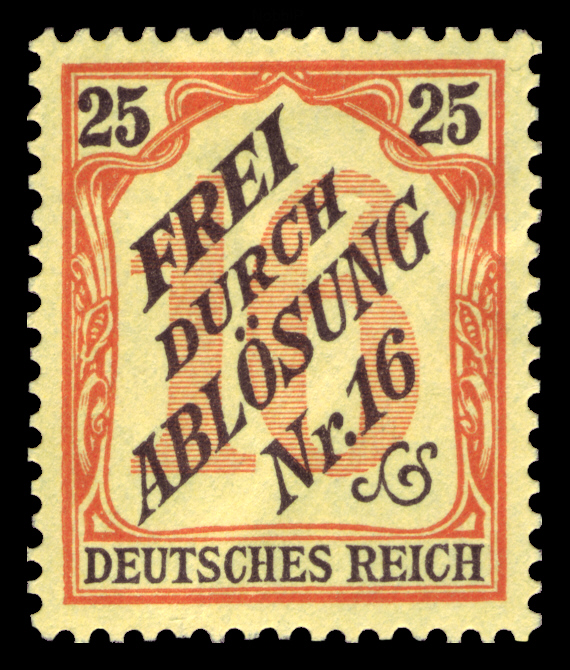
25 Pfg; Michel č.: 14

### Další využití na německých zahraničních poštách, na okupovaných územích atp.

#### Německé zahraniční pošty
Série Germania se objevila s přetisky, částečně ručními razítky (Čína), většinou však knihtiskem,: „Deutsche Post in ...“

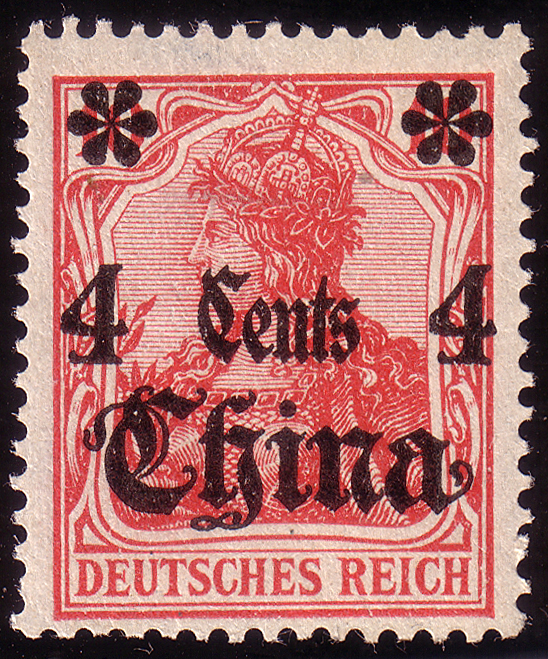
…Čína, od 24. listopadu 1900
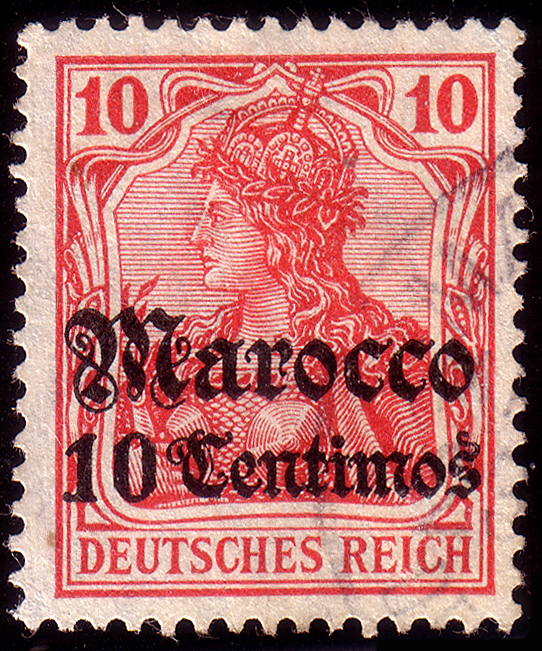
…Maroko, od 1. října 1900
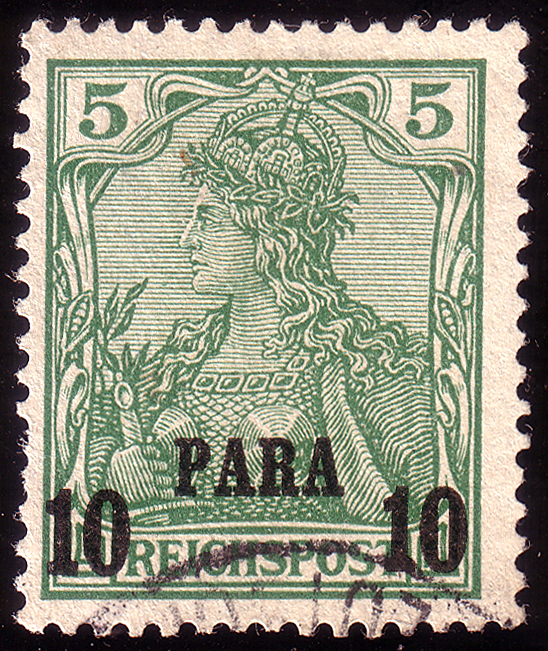
…Turecko, od 10. října 1900
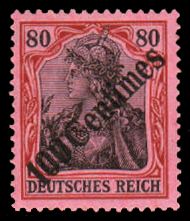
…Turecko (1908)

V německých koloniích se místo značek Germania používaly známky s motivem Císařských lodí .

#### Německé okupační oblasti první světové války

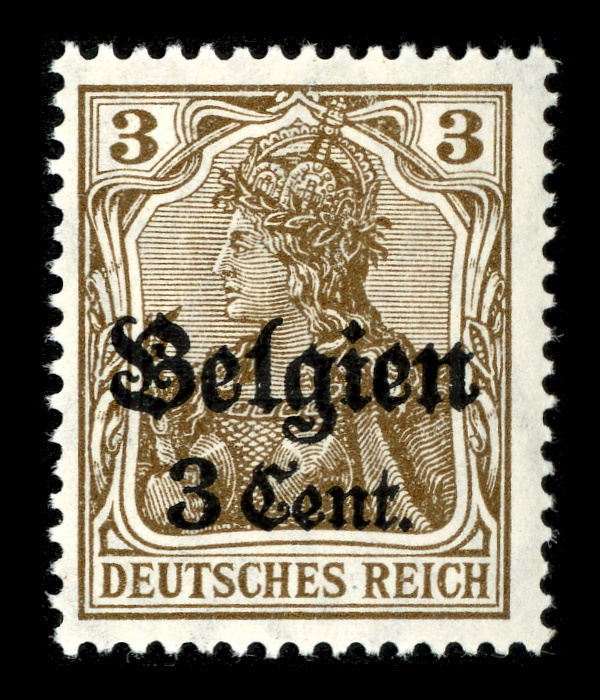
Landespost v Belgii (pro generální vládu Belgie), od 1. října 1914
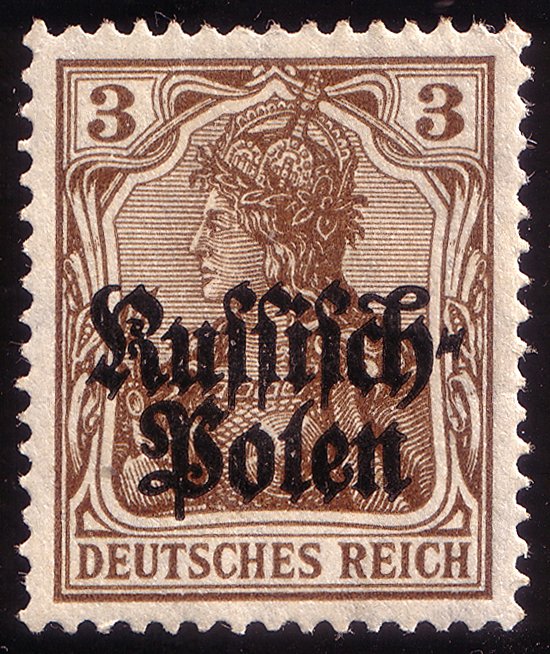
Deutsche Post v Polsku (zde ruské Polsko), od 12. května 1915
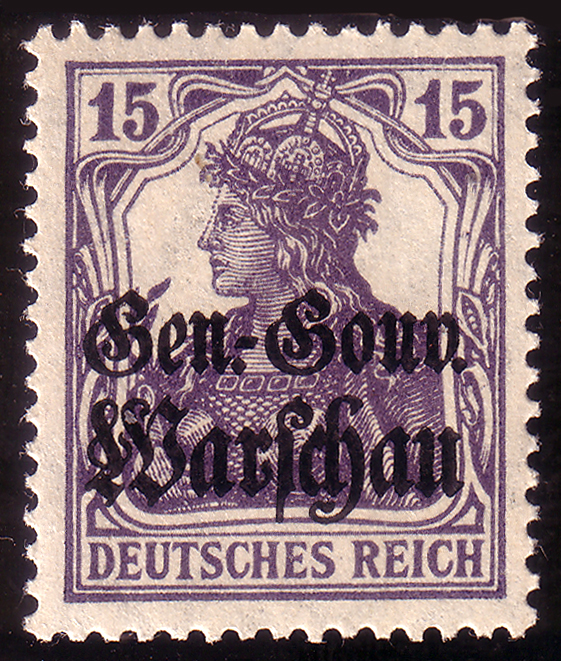
Deutsche Post v Polsku (zde Varšava), od 1.8.1916
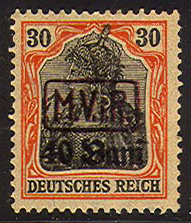
Německá vojenská správa v Rumunsku, od 1. června 1917
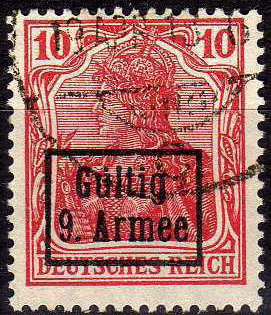
Rámový přetisk Bukurešti: „Gültig 9. Armee“, z 10. března 1918
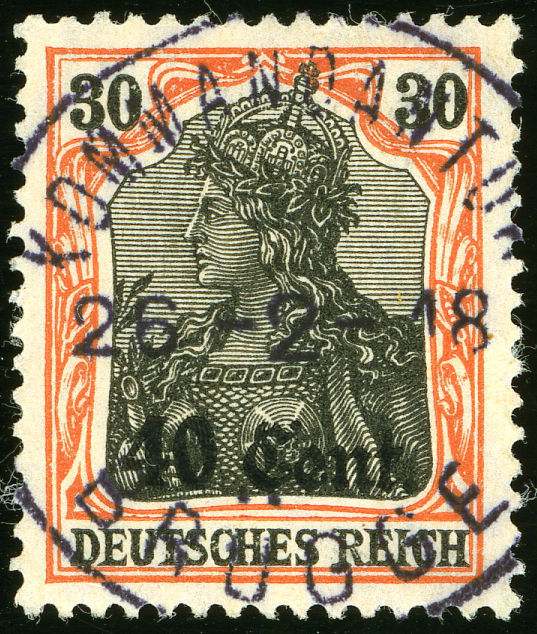
Etappengebiet West (okupované oblasti v severovýchodní Francii), od 1. prosince 1916
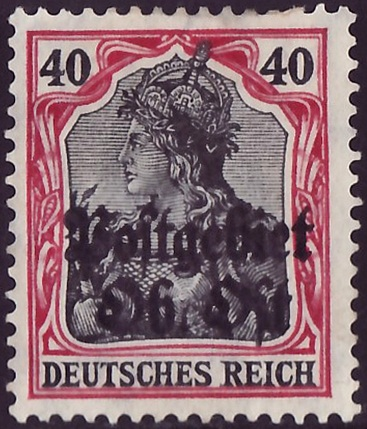
Nejvyšší velitel poštovní oblasti Východ (Ober Ost), od 15. ledna 1916
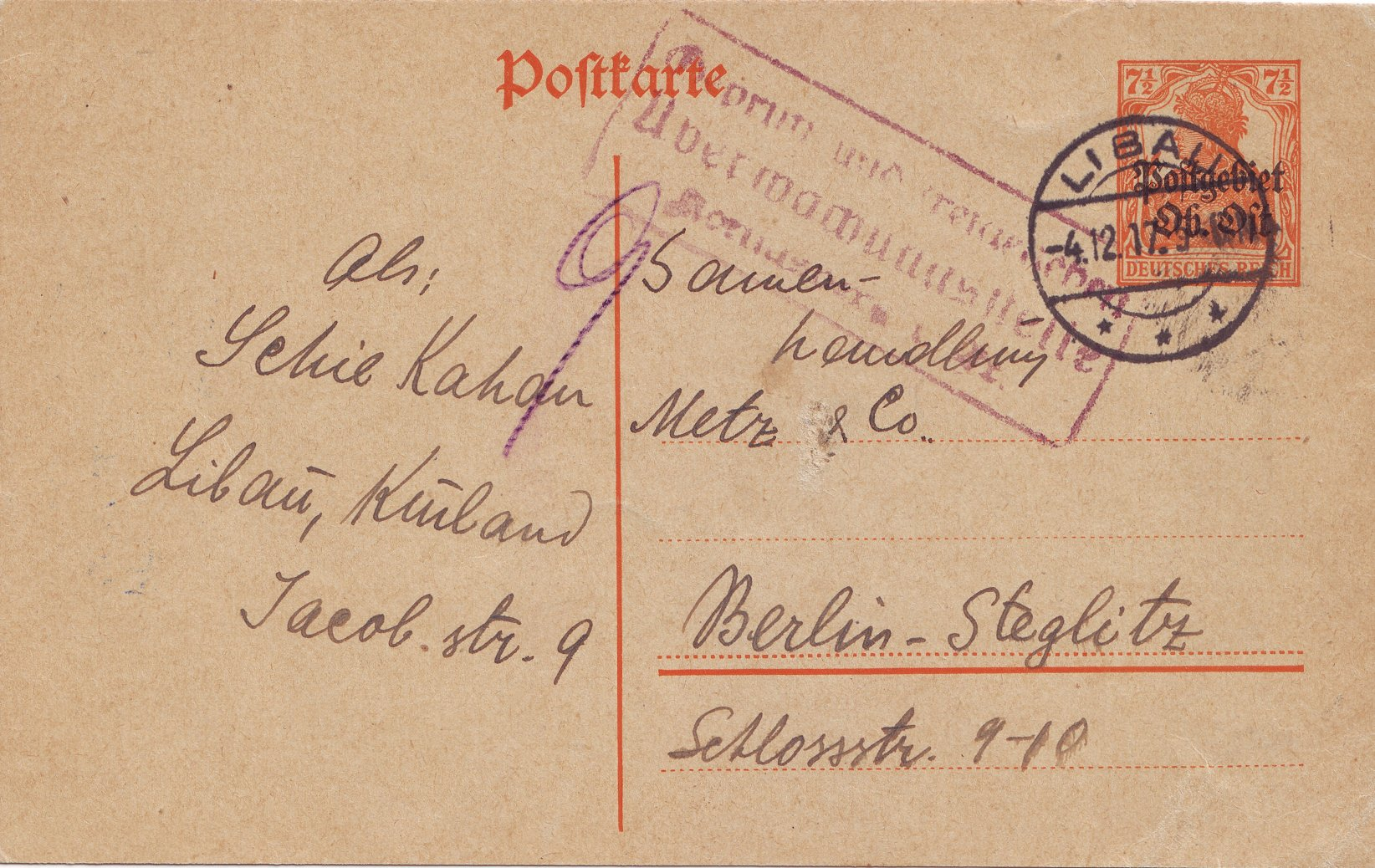
Pohlednice z Libau do Berlína ze 4. prosince 1917.

#### Německé volební oblasti a následné využití
- Libau (Liepaja). Ve městě, které bylo od 2. ledna 1919 pod správou samostatného Lotyšska, byl poštovní provoz zpočátku v režii armády, která stávající známky Germania v malých nákladech opatřila šikmým fialovomodrým nebo červeným ručním razítkem „LIBAU“. Platily do 11. ledna.[8][9]
- Horní Slezsko (vydání francouzského okupačního úřadu 'Commission Interalliée de Gouvernement et de Plébiscite de Haute-Silésie, tzv. nouzové vydání Oppeln) z února 1920, s přetiskem ručního razítka „CIHS“ v mostě na kruhu [10][11]
- Marienwerder, s třířádkovým otiskem „Commission Interalliée Marienwerder“, částečně s otiskem nové hodnoty. Pokud jde o otisky vyrobené místní tiskárnou, existuje nespočet variant.[12]
- Olsztyn, s černým třířádkovým otiskem „PLÉBISCITE OLSZTYN ALLENSTEIN“ (od 3. dubna 1920) popř. přetisk ve svislém oválu (z května 1920)
- Oblast Sárska, nejprve přetisk „Sarre“, později „SAARGEBIET“, částečně ozdobným písmem s novým erbem Saar
- Memel region (mandát Ligy národů)
- Gdaňsk (Svobodné město). Pro Gdaňsk byly první přetisky vyrobeny Reichsdruckerei Berlin, později (od 10. srpna 1920) v tiskárnách Julia Sauera v Gdaňsku. Pozoruhodný je velký počet různých, většinou barevných provedení potisků.
- Polsko (přeškrtnutý přetisk Gen.-Gouv. Warschau a další přetisk Poczta Polska, částečně s dalším cenným přetiskem, Michel no. 6-16[13], další polská místní vydání s místními přetisky v Alexandrowo, Baranów, Błonie, Brzeziny, Ciechocinek, Grodzisk, Izbica, Kalisz, Łęczyca, Łowicz, Łuków, Ostrolęka, Ostrów, Ozorków, Plońsk, Poddębice, Pultusk, Sieradz, Skiernewice, Włocławek [14] a Zduńska Wola.

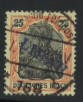
Nouzové vydání Libau, 25 Pf., typ II a, leden 1919
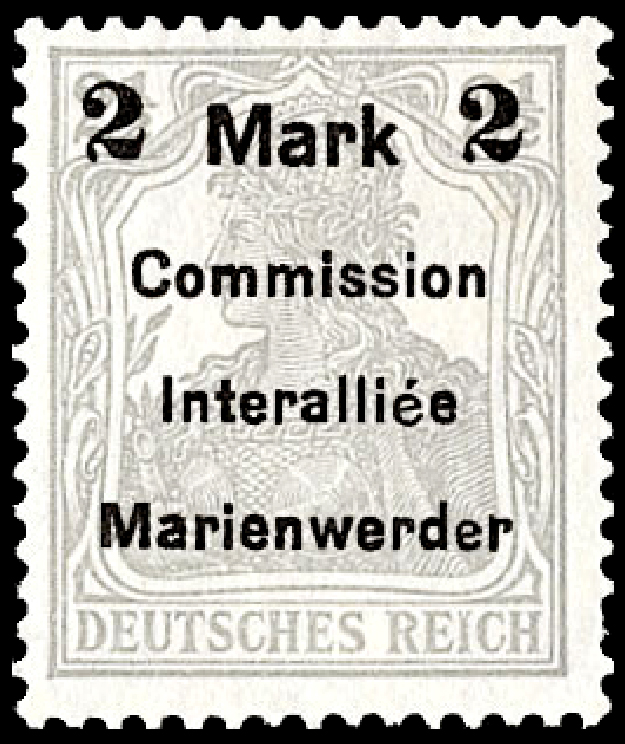
Marienwerder (Západní Prusko) z 27. března 1920
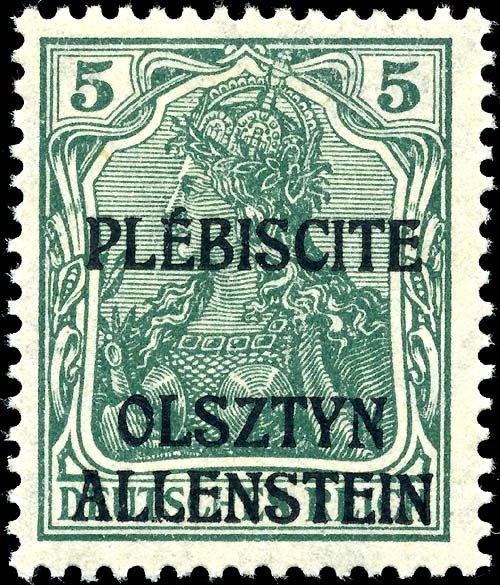
Olsztyn (Východní Prusko) od 3. dubna 1920
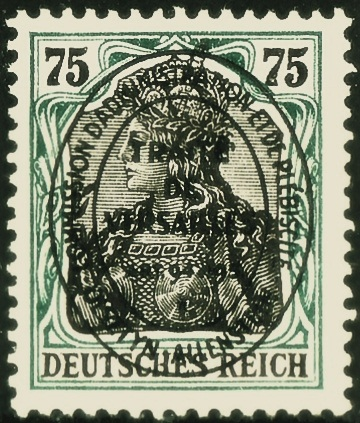
Olsztyn (ovál)
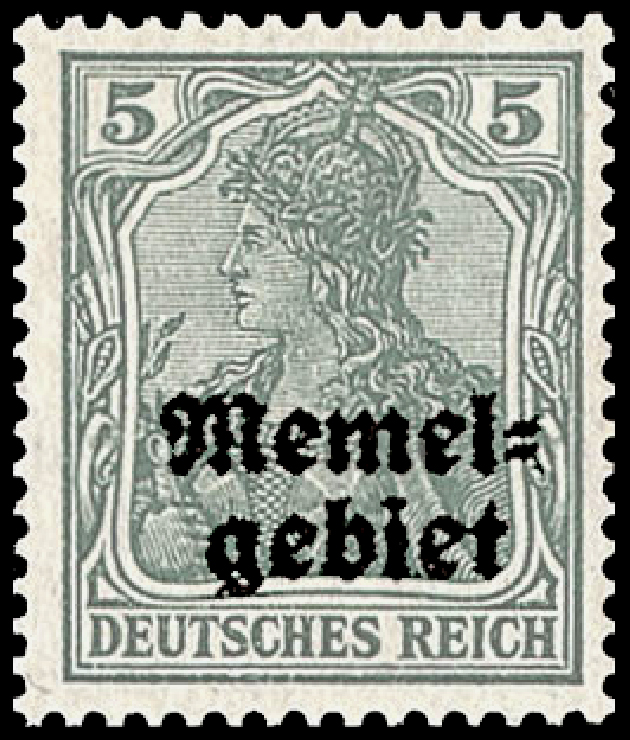
Memel Region (Klaipėda) (později litevský) od 1. srpna 1920
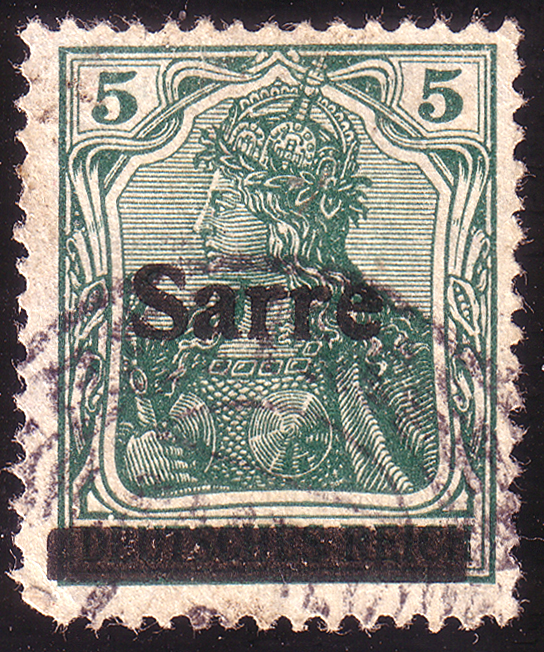
Oblast Sárska (1920–1935) od 30. ledna 1920
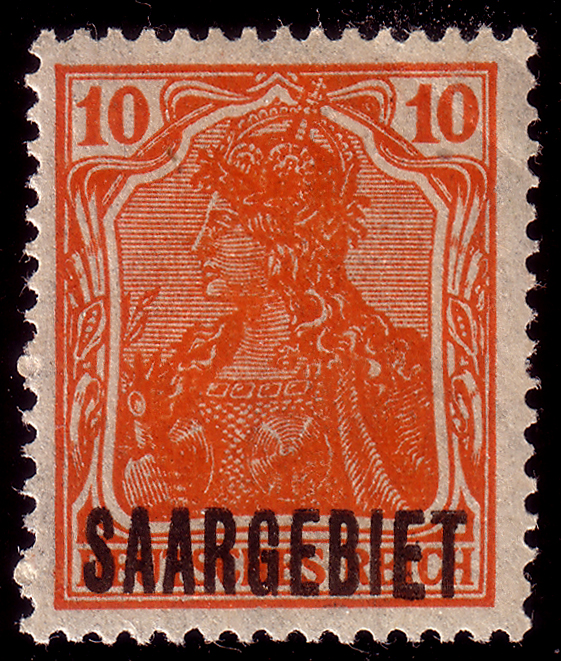
Oblast Sárska
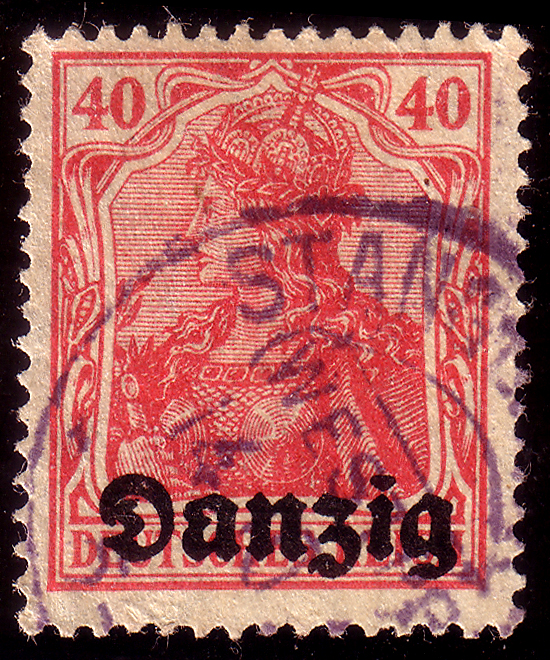
Gdaňsk, od 14. června 1920
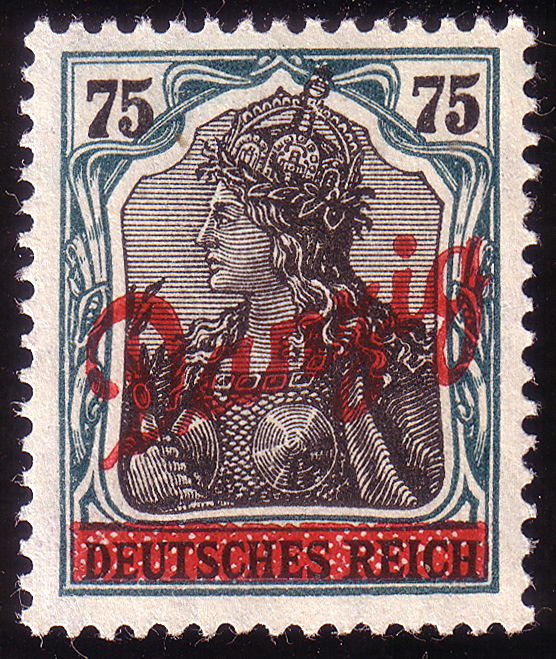
Gdaňsk
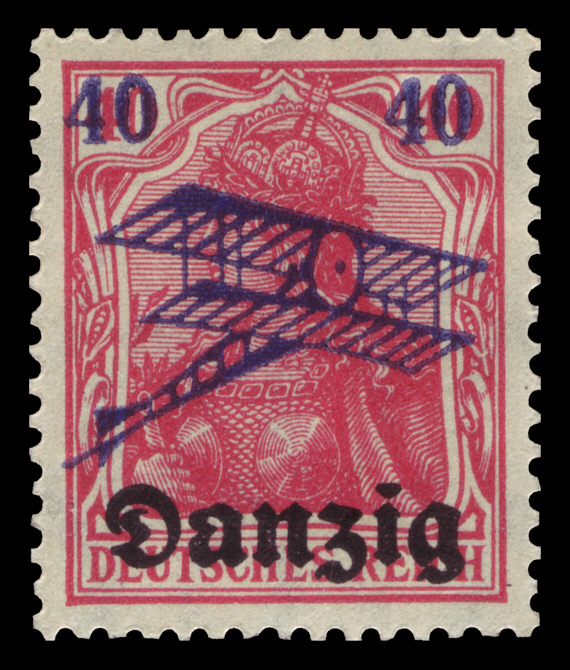
Gdaňsk, letecká známka 1920
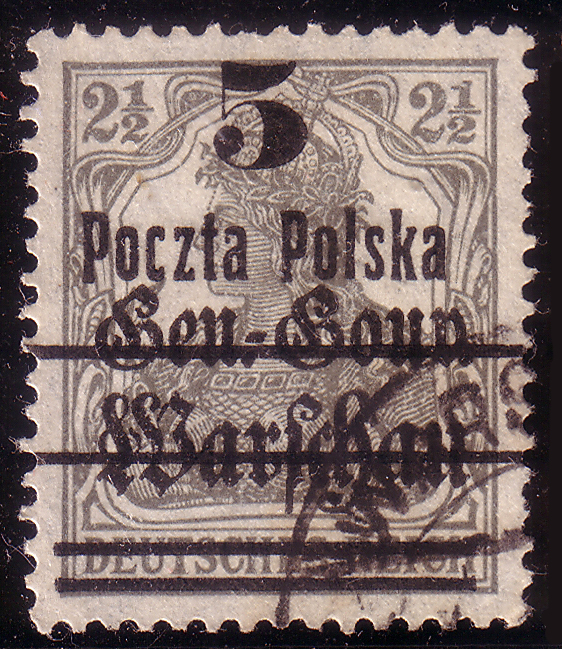
Polsko
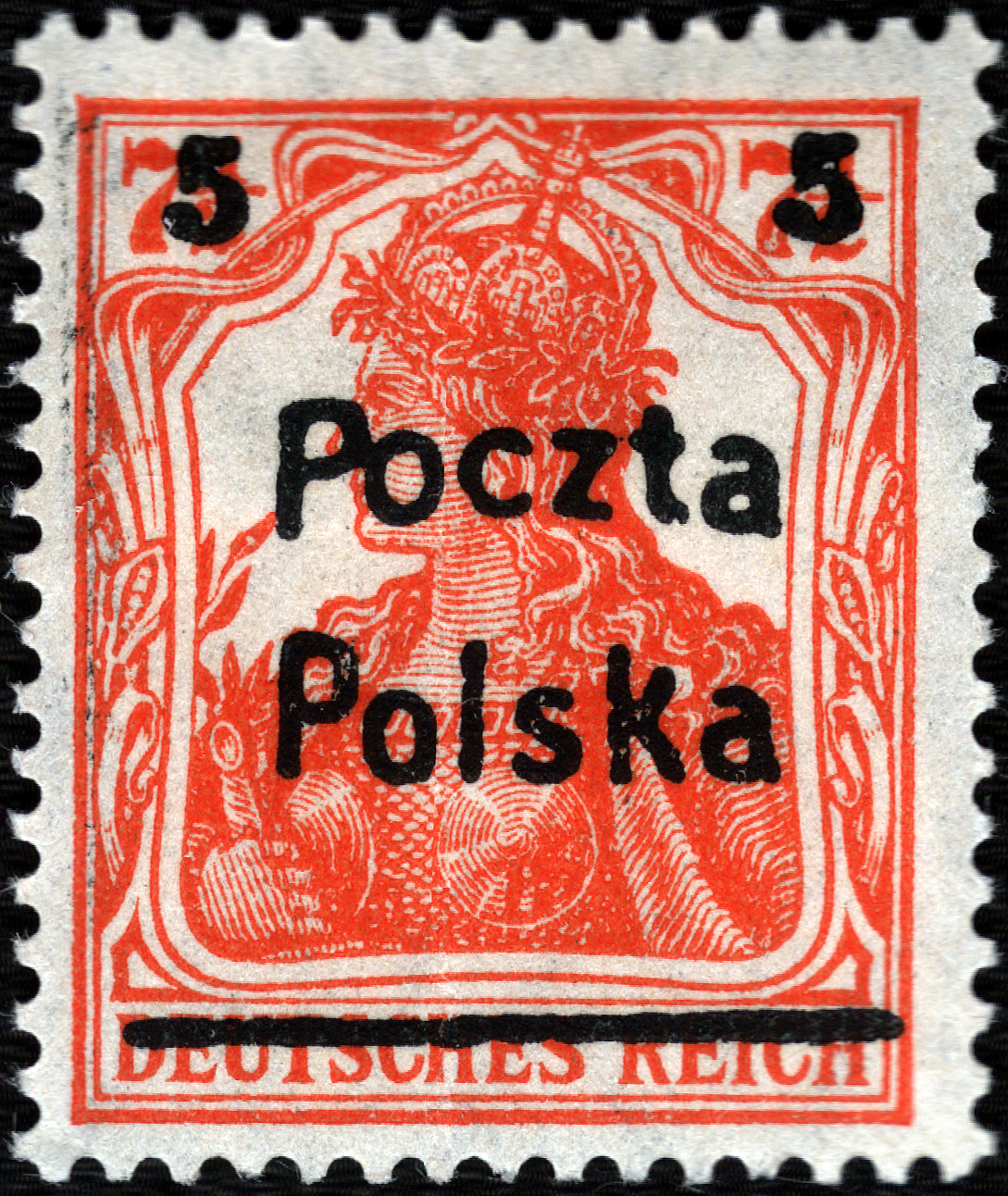
Polsko (první dočasné vydání v Poznani)